# Ministerie van Industrie en Handel (Polen)
Het Ministerie van Handel en Industrie was een Pools ministerie dat op 4 februari 1997 bij een grote reorganisatie van het overheidsapparaat is opgeheven. Het was de voorloper van het Ministerie van Economie en voor een deel ook van het Ministerie van de Schatkist.

## Ministers
Ministers van Industrie (Ministrowie Przemysłu)
- Tadeusz Syryjczyk (Solidarność, later FPD) (12 september 1989 - 14 december 1990)
- Andrzej Zawiślak (KLD) (12 januari 1991 - 29 juli 1991)

Ministers van Industrie en Handel (Ministrowie Przemysłu i Handlu)
- Andrzej Zawiślak (KLD) (29 juli 1991 - 31 augustus 1991)
- Henryka Bochniarz (partijloos) (31 augustus 1991 - 5 december 1991)
- Andrzej Lipko (partijloos), waarnemend (23 december 1991 - 5 juni 1992)
- Wacław Niewiarowski (SLCh) (11 juli 1992 - 18 oktober 1993)
- Marek Pol (UP) (26 oktober 1993 - 1 maart 1995)
- Klemens Ścierski (PSL) (7 maart 1995 - 31 december 1996)